# Þorgeirsdóttir
Þorgeirsdóttir ist ein weiblicher isländischer Name.

## Herkunft und Bedeutung
Der Name ist ein Patronym und bedeutet Þorgeirs Tochter. Die männliche Entsprechung ist Þorgeirsson (Þorgeirs Sohn).

## Namensträger
- Herdís Þorgeirsdóttir (* 1954), isländische Rechtsanwältin und Politikwissenschaftlerin
- Hildur Þorgeirsdóttir (* 1989), isländische Handballspielerin
- Katla Margrét Þorgeirsdóttir (* 1970), isländische Schauspielerin